# 本城常光
本城 常光（ほんじょう つねみつ）は、戦国時代の武将。石見国山吹城主。

## 生涯
安芸国・石見の国人高橋氏の一門。本姓は藤原氏。高橋興光の弟とも。
初め尼子経久に仕えたが、晴久の代になり尼子氏が天文9年（1540年）からの吉田郡山城の戦いで大敗すると大内義隆に服属する。義隆が天文12年（1543年）に出雲国に侵攻して大敗を喫すると、再び尼子氏の家臣となった。
常光は武勇に優れており（忍原崩れ、降露坂の戦い）、晴久に見込まれて石見最前線である山吹城代に任ぜられた。また、石見国人でありながら尼子氏直臣と同等に扱われていた。永禄4年（1561年）、晴久が死去して毛利元就が石見に侵攻して来ると、雲芸和議で一方的に晴久の嫡男・義久が毛利氏と和睦。これにより反毛利側として乱を起こした福屋氏を支援していた常光を含む石見尼子方の武将は動揺し、ついには居城である山吹城を毛利軍に包囲され降伏した。
しかし永禄5年（1562年）、常光の武勇と性格への猜疑から元就によって常光は誅殺された。常光の処断により、毛利側に寝返っていた尼子側国人の大半が再び尼子側へと寝返り、毛利氏は出雲平定に4年もかかる事となった。その一方で、第一次月山富田城の戦いの経緯から、一定の評価もなされている。また元就の兄・毛利興元の妻が常光の姪であったことや、常光の兄の高橋氏が安芸国で毛利氏よりも所領が上であった事も一因と指摘する者もいる。
なお、常光の次男・本城春政が吉川元春に仕官、その子・家房も元春の三男・吉川広家に仕えて岩国藩士として幕末まで続いた。

## 関連作品
- 『毛利元就』（1997年、NHK大河ドラマ、演：武岡淳一）